# Bolívar (Santurce)
|                                                  |                                                         |
| Coordenadas                                      | 18°26′33″N 66°4′11″O / 18.44250, -66.06972              |
| Entidad • País • Territorio • Municipio • Barrio | Sub-barrio Estados Unidos Puerto Rico San Juan Santurce |
| Superficie                                       | 0,16 km² (0,06 mi²)                                     |
| Población • Densidad poblacional                 | 1223 (2000) 7643,75 hab./km² (20 383,3 hab./mi²)        |

Bolívar es uno de los cuarenta “sub-barrios” del barrio Santurce en el municipio de San Juan, Puerto Rico. Según el censo del año 2000, este sector contaba con 1223 habitantes y una superficie de 0,16 km².